# 罗伯特·卡罗

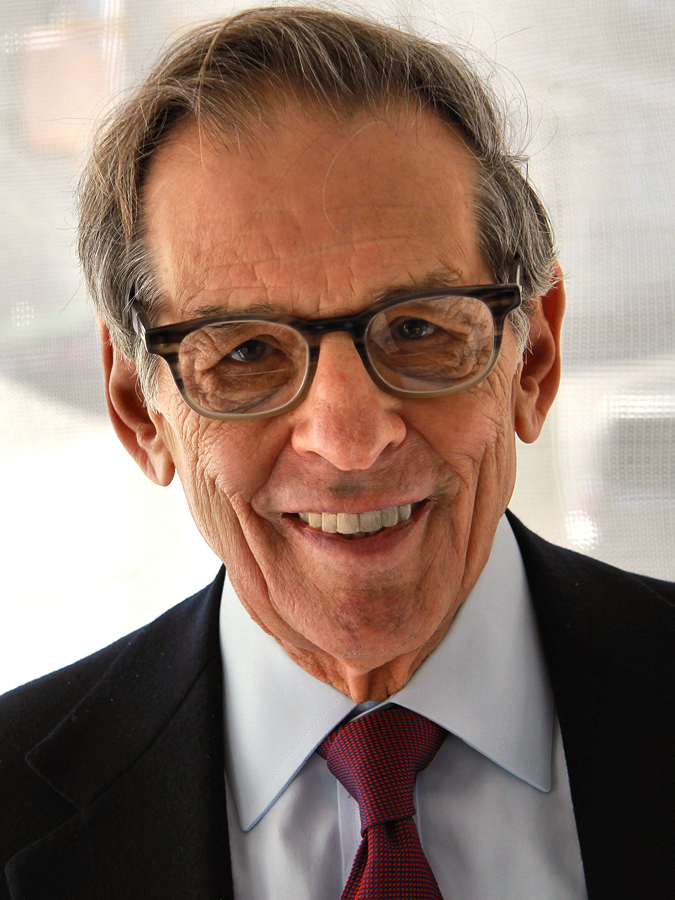
罗伯特·卡罗

罗伯特·艾伦·卡罗（Robert Allan Caro，1935年10月30日—）是一位美国记者和作家，曾為美国政治人物羅伯·摩斯和林登·约翰逊写传记。
卡罗凭借其传记作品获得两项普利策传记文学奖、两项美國國家圖書獎（包括一项终身成就奖）、弗朗西斯·帕克曼奖、三项美国国家书评人协会奖。